# Villa La Ribera
Villa La Ribera es una localidad argentina ubicada en el departamento Iriondo de la provincia de Santa Fe. 

## Ubicación geográfica
Se halla sobre la margen izquierda del río Carcarañá, atravesada por la ruta provincial 91 y la Autopista Rosario-Santa Fe, esta última la comunica al norte con Oliveros y al sur con Rosario.
El ejido de la localidad se halla mayoritariamente dentro de la comuna de Pueblo Andino, estando una pequeña porción bajo jurisdicción de Oliveros; La Ribera se halla a 6 km de la primera y a 8 de la segunda; con Pueblo Andino se halla en proceso de conurbación por la ocupación de lotes a la orilla del Carcarañá. Del otro lado de dicho río en el departamento San Lorenzo se encuentra la localidad de Villa Elvira, con la cual forma la aglomeración Villa La Ribera - Villa Elvira.

## Aspecto
Es una zona de casas de fin de semana de residentes del Gran Rosario. La zona era conocida como Campo Pardón antes de su loteo.

## Ferrocarril
En el ejido de esta localidad se encuentra la playa La Ribera, una gran área de maniobras siendo parte importante para el Ferrocarril General Manuel Belgrano por los servicios que allí se realizan (alistamiento de formaciones, reaprovisionamiento de formaciones, mecánica ligera, etc). Las vías que convergen a la playa La Ribera se conectan con la estación Timbúes varios kilómetros al sur.

## Población
Cuenta con 408 habitantes (Indec, 2010), lo que representa un descenso del 15,35 % frente a los 482 habitantes (Indec, 2001) del censo anterior. 326 habitantes (Indec, 2010) se encuentran la comuna de Pueblo Andino y 82 habitantes (Indec, 2010) en la de Oliveros. La conurbación junto a la localidad de Villa Elvira un total de 705 habitantes (Indec, 2010) entre ambas localidades.
| Gráfica de evolución demográfica de Villa La Ribera entre 1991 y 2010 |
|                                                                       |
| Fuente: Censos nacionales del INDEC                                   |

## Educación
- Escuela N.º 980 Abanderado Mariano Grandoli